# Internazionali d'Italia 1953 - Singolare femminile
Il singolare femminile del torneo di tennis Internazionali d'Italia 1953, ha avuto come vincitrice Doris Hart che ha battuto in finale Maureen Connolly con il punteggio di 4–6 9–7 6–3.

## Tabellone

### Legenda
| - Q = Qualificato - WC = Wild card - LL = Lucky loser | - ALT = Alternate - SE = Special Exempt - PR = Protected Ranking | - w/o = Walkover - r = Ritirato - d = Squalificato |

### Fase finale
|  | Quarti di finale     | Quarti di finale     | Quarti di finale     | Quarti di finale | Quarti di finale |  |  | Semifinali         | Semifinali         | Semifinali         | Semifinali       | Semifinali |   |   | Finale     | Finale     | Finale | Finale | Finale |  |
|  |                      |                      |                      |                  |                  |  |  |                    |                    |                    |                  |            |   |   |            |            |        |        |        |  |
|  | Doris Hart           | Doris Hart           | Doris Hart           | 6                | 6                |  |  |                    |                    |                    |                  |            |   |   |            |            |        |        |        |  |
|  | Totta Zehden         | Totta Zehden         | Totta Zehden         | 1                | 1                |  |  | Doris Hart         | Doris Hart         | 1                  | 6                | 6          |   |   |            |            |        |        |        |  |
|  | Shirley Fry          | Shirley Fry          | Shirley Fry          | 6                | 6                |  |  | Shirley Fry        | Shirley Fry        | 6                  | 4                | 4          |   |   |            |            |        |        |        |  |
|  | Julia Sampson        | Julia Sampson        | Julia Sampson        | 3                | 2                |  |  |                    |                    |                    |                  |            |   |   | Doris Hart | Doris Hart | 4      | 9      | 6      |  |
|  | Maureen Connolly     | Maureen Connolly     | Maureen Connolly     | 6                | 6                |  |  |                    |                    | Maureen Connolly   | Maureen Connolly | 6          | 7 | 3 |            |            |        |        |        |  |
|  | Silvana Lazzarino    | Silvana Lazzarino    | Silvana Lazzarino    | 3                | 0                |  |  | Maureen Connolly   | Maureen Connolly   | Maureen Connolly   | 6                | 6          |   |   |            |            |        |        |        |  |
|  | Dorothy Head Knode   | Dorothy Head Knode   | Dorothy Head Knode   | 6                | 7                |  |  | Dorothy Head Knode | Dorothy Head Knode | Dorothy Head Knode | 1                | 4          |   |   |            |            |        |        |        |  |
|  | Nelly Landry Adamson | Nelly Landry Adamson | Nelly Landry Adamson | 0                | 5                |  |  |                    |                    |                    |                  |            |   |   |            |            |        |        |        |  |